# 廖俊 (正統進士)
廖俊（1416年2月4日—15世紀），字崇傑，江西撫州府樂安縣廖坊人，明朝政治人物。

## 生平
正統六年（1441年）辛酉科江西鄉試第五十三名舉人，十三年（1448年）戊辰科進士。官至石阡府知府，有廉明聲譽，致仕後家徒四壁，清苦難堪，以畜牧終老，士人都讚賞他。

## 家族
曾祖廖均政；祖父廖潤，寧波府同知；父廖義方，母李氏。妻戴氏。弟廖崇禮。

## 引用
1. 1 2  同治《樂安縣志·卷八·人物志》：廖俊 字崇傑，廖坊人，由進士至石阡知府，厯官有廉聲，及致仕家徒四壁，清苦難堪，立志以畜牧老林下，士論高之。
2. ↑  同治《樂安縣志·卷七·選舉志》：正統六年辛酉科（舉人） 廖俊 廖坊人，見進士
3. ↑  《正統十三年戊辰科登科錄》：廖俊，貫江西撫州府樂安縣，民籍。國子生，治《易經》，字崇傑，行二，年三十三，正月初六生。曾祖均政。祖潤，前寧波府同知，父義方。母李氏。重慶下。弟崇禮。娶戴氏。江西鄉試第五十三名，會試第八十一名。